# Sápad
Sápad es un municipio filipino de quinta categoría, situado al norte de la isla de Mindanao. Forma parte de  la provincia de Lánao del Norte situada en la Región Administrativa de Mindanao del Norte en cebuano Amihanang Mindanaw, también denominada Región X. 
Para las elecciones está encuadrado en el Segundo Distrito Electoral.

## Barrios
El municipio  de Sápad se divide, a los efectos administrativos, en 17 barangayes o barrios, conforme a la siguiente relación:
| - Baning - Población - Dansalan - Gamal | - Inudaran I - Inudaran II | - Karkum - Katipunan - Mabugnao - Maito Salug | - Mala Salug - Mamaanon - Mapurog - Pancilan | - Panoloon - Pili - Lower Sapad (Sápad de Abajo) |  |

La Población de Sápad, antes era conocida como Buriasán.

## Historia

### Influencia española

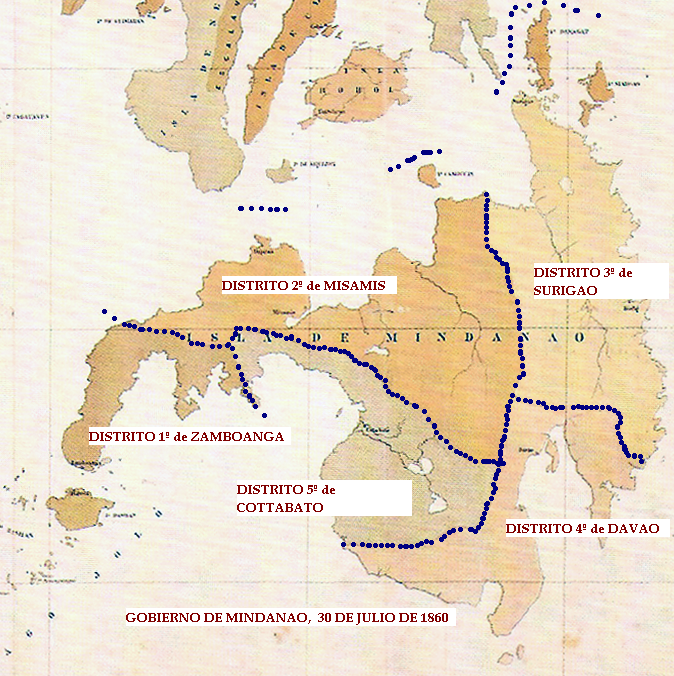
Gobierno de Mindanao: Los 5 Distritos creados por Real Decreto de 30 de julio de 1860.

El Distrito 7º de Lanao creado a finales del siglo XIX, concretamente el 8 de octubre de 1895, formaba parte del Imperio español en Asia y Oceanía (1520-1898).
Su territorio, segregado de los distritos 5º de Cottabato y 2º de Misamis, no fue  dominado completamente por las armas españolas.
El término de Caromatán formaba parte de Cottabato.

### Ocupación estadounidense
En 1903 fue creada la provincia del Moro, siendo Lánao uno de sus distritos. La provincia de Lánao fue creada en 1914 formando parte del Departamento de Mindanao y Joló (1914-1920)  (Department of Mindanao and Sulu) .

### Independencia
El 22 de mayo de 1959 la provincia de Lánao fue dividida en dos provincias, una que se conoce como Lánao del Norte y la otra como Lánao del Sur.
El distrito municipal de Kapatagan pasa a ser uno de los 10 municipios que forman la provincia de Lánao del Norte.
El 21 de junio de 1969, separado del municipio de Kapatagan se constituyó en un distrito y de municipio independiente, que se conocerá como  Sápad, estebleciéndose su ayuntamiento en  el barrio del mismo nombre.